# BIBI (ca sĩ)
Kim Hyung-seo (Hangul: 김형서, sinh ngày 27 tháng 9 năm 1998), được biết đến nhiều hơn với nghệ danh BIBI (비비). Cô là một ca sĩ, kiêm nhạc sĩ người Hàn Quốc. Năm 2017, cô ký hợp đồng với Feel Ghood Music sau khi Yoon Mi-rae phát hiện ra các bài hát tự sản xuất của cô trên SoundCloud
Cô xuất hiện với tư cách là một thí sinh trong chương trình The Fan của SBS, cuối cùng cô về đích ở vị trí thứ 2. Cô chính thức ra mắt thông qua việc phát hành đĩa đơn "BINU" vào ngày 15 tháng 5 năm 2019.

## Biệt danh trên sân khấu
Cô ấy còn được gọi là "Nakedbibi" trên Soundcloud. Ý nghĩa của cái tên bắt nguồn từ việc phát âm nhanh từ "baby"  nghe giống như "bibi", như việc trẻ sơ sinh không mặc quần áo và có vẻ ngoài tự nhiên và không bị ảnh hưởng bởi bất cứ điều gì.Cô muốn lấy nghệ danh này bởi lẽ cho thấy cô muốn thể hiện con người mình trong âm nhạc một cách đầy tự nhiên và trung thực.

## Phong cách âm nhạc
BIBI theo đuổi âm nhạc một cách tự do và độc đáo. Âm nhạc của cô ấy thuộc nhiều thể loại như R&B, soul, hip hop, và ballad.Thay vì cô tập trung sáng tác ra những điều đẹp đẽ mà ngược lại cô thích theo đuổi phong cách âm nhạc vào những nỗi buồn và nỗi đau xen kẽ việc bị xa lánh, ẩn giấu mình với khỏi thế giới.

## Danh sách đĩa nhạc

### Album phòng thu
| Tiêu đề                                                                | Chi tiết Album | Thứ hạng | Doanh thu    |
| Tiêu đề                                                                | Chi tiết Album | KOR      | Doanh thu    |
| ---------------------------------------------------------------------- | --- | -------- | ------------ |
| The Manual For People Who Want To Love (사랑하는 사람들을 위한 지침서) | - Phát hành: 12 tháng 6 năm 2019 - Hãng đĩa: Feel Ghood Music, The Five Cultural Industrial Company, Kakao M - Định dạng: Tải xuống kĩ thuật số Danh sách bài hát 1. Nabi (나비) 2. Give More Care Less 3. Pretty Ting (feat. Kim Seung-min) 4. Fedexx Girl (feat. Changmo)            | —        | —            |
| Life is a Bi... (인생은 나쁜X)                                         | - Ngày phát hành: 28 tháng 4 năm 2021 - Hãng đĩa: Feel Ghood Music, The Five Cultural Industrial Company, Kakao M - Định dạng: CD, tải xuống kĩ thuật số Danh sách bài hát 1. Umm... Life 2. Bad Sad And Mad 3. Piri The Dog (피리) 4. Birthday Cake 5. Life Is A Bi... (인생은 나쁜X) | 31       | - KOR: 4,257 |

### Đĩa đơn
| Tiêu đề                                           | Năm  | Thứ hạng | Chứng nhận | Album                                  |
| Tiêu đề                                           | Năm  | KOR      | Chứng nhận | Album                                  |
| ------------------------------------------------- | ---- | -------- | ---------- | -------------------------------------- |
| "Rebirth" (환생)                                  | 2018 | —        | —          | The Fan 1 Round Part 1                 |
| "Letter" (편지)                                   | 2019 | —        | —          | The Fan 3 Round Part 2                 |
| "Fly With Me"                                     | 2019 | —        | —          | The Fan 4 Round Part 2                 |
| "Three W's and One H" (언제 어디서 무엇을 어떻게) | 2019 | —        | —          | The Fan Top 3                          |
| "Hangang" (한강)                                  | 2019 | —        | —          | The Fan Top 2                          |
| "Binu" (비누)                                     | 2019 | —        | —          | Đĩa đơn                                |
| "Nabi" (나비)                                     | 2019 | —        | —          | The Manual For People Who Want To Love |
| "Step?" (자국)                                    | 2019 | —        | —          | Đĩa đơn                                |
| "Restless" (신경쓰여)                             | 2020 | —        | —          | Listen 035                             |
| "I'm Good at Goodbyes" (안녕히)                   | 2020 | —        | —          | Đĩa đơn                                |
| "Kazino" (사장님 도박은 재미로 하셔야 합니다)     | 2020 | —        | —          | Đĩa đơn                                |
| "Cigarette and Condom" (쉬가릿)                   | 2020 | —        | —          | Dingo X Bibi                           |
| "Eat My Love" (사랑의 묘약)                       | 2021 | 175      | —          | Đĩa đơn                                |
| "Bad Sad And Mad"                                 | 2021 | —        | —          | Life is a Bi...                        |
| "Life is a Bi..." (인생은 나쁜X)                  | 2021 | —        | —          | Life is a Bi...                        |
| "Why Y" feat. Tiger JK                            | 2021 | —        | —          | Đĩa đơn                                |
| "Pado"                                            | 2021 | —        | —          | Đĩa đơn                                |

#### Tham gia sáng tác
| Tiêu đề                                                                    | Năm  | Thứ hạng | Chứng chỉ | Album                |
| Tiêu đề                                                                    | Năm  | KOR      | Chứng chỉ | Album                |
| -------------------------------------------------------------------------- | ---- | -------- | --------- | -------------------- |
| "Payback" BLACK NINE feat. BIBI                                            | 2017 | —        | —         | American Assassin    |
| "Ghood Family" Tiger JK, Yoon Mi-rae feat. Bizzy, BLACK NINE, BIBI, MRSHLL | 2017 | —        | —         | Non-album single     |
| "Ooh Ah" (우아) Bizzy feat. BIBI                                           | 2018 | —        | —         | Non-album single     |
| "Eleven" twlv feat. BIBI                                                   | 2019 | —        | —         | Blueline             |
| "Hammock" (해먹) Crucial Star feat. BIBI                                   | 2019 | —        | —         | Non-album singles    |
| "Fever" Park Jin-young feat. Superbee, BIBI                                | 2019 | 30       | —         | Non-album singles    |
| "Te Quiero" twlv feat. BIBI                                                | 2020 | —        | —         | K.I.S.S              |
| "Love & Hate" (웬수) Zico feat. BIBI                                       | 2020 | 151      | —         | Random Box           |
| "Everything" Way Ched feat. Changmo, Coogie, Ash Island, BIBI              | 2020 | —        | —         | Non-album single     |
| "Mukkbang! Remix" Lil Cherry, GOLDBUUDA feat. Jay Park, BIBI, Dumbfoundead | 2020 | —        | —         | Chef Talk            |
| "Canoe" (카누) QM feat. BIBI                                               | 2020 | —        | —         | Money Breath         |
| "Hanryang" (한량) (Prod. DinDin) Kim Hee-chul, Min Kyung-hoon feat. BIBI   | 2020 | 190      | —         | Non-album single     |
| "Meu Tempo" Heo Won-hyuk feat. BIBI, Simon Dominic                         | 2021 | —        | —         | High School Rapper 4 |
| "Is this bad b****** number?" Jeon So-yeon feat. BIBI, Lee Young-ji        | 2021 | —        | —         | Windy                |
| "Second" Hyo ft. BIBI                                                      | 2021 | 176      | —         | Non-album singles    |
| "Galipette" Lolo Zouaï ft.BIBI                                             | —    | —        | —         | Non-album singles    |

#### Kết hợp
| Tiêu đề | Năm  | Thứ hạng | Chứng chỉ | Album                    |
| Tiêu đề | Năm  | KOR      | Chứng chỉ | Album                    |
| --- | ---- | -------- | --------- | ------------------------ |
| "Cute Lil Thug" (니 마음을 훔치는 도둑) with Yoon Mi-rae | 2019 | —        | —         | The Fan Top 3            |
| "This is Pengsoo" (펭수로 하겠습니다) with Pengsoo, Tiger JK, Bizzy | 2020 | 54       | —         | Billboard Project Vol. 1 |
| "Automatic" with Chancellor, Babylon, twlv, MOON, Jiselle | 2020 | —        | —         | Non-album single         |
| "She Said" with Crush | 2020 | 108      | —         | with HER                 |
| "Automatic Remix" with Chancellor, Jay Park, Lee Hi, Jamie, MOON, Bumkey, Samuel Seo, Suran, Babylon, Hoody, Sumin, MRSHLL, Ann One, ELO, twlv, oceanfromtheblue, Jiselle, SOLE, THAMA, Kysh, Jinbo, jerd, SooVi, B.E.D., Xydo, Owell Mood, NONE | 2020 | —        | —         | Non-album single         |
| "Code Clear" (격리해제) with YDG, Simon Dominic, Loco, Bewhy, Punchnello, Puff Daehee, Uneducated Kid, Bill Stax, Tiger JK, Bizzy, Woo Won-jae, Tommy Strate, Boi B, Geegooin, Hangzoo, Ja Mezz, Kim Nongmil, MOON, Gaeko, Coogie, Blase, Sway D, Ahn Byung-woong, QM, Nucksal, twlv, Basick, Choiza, Zizo, Leellamarz, Verbal Jint, Khundi Panda, Son Simba, Lil Tachi, Keem Hyo Eun, Kim Seung-min, OLNL, Mckdaddy, Swervy, BIG Naughty, Layone, Owell Mood, jerd, Don Mills, Lee Young-ji, Chin, CK, Louie, Los, Rohann, Khakii, Dbo, Wonstein, Trade L, Don Malik, BIGONE, Ski Dash, WHATIS AUTUMN, THAMA, Heo Sung-hyun, Jo Gwang-il | 2021 | —        | —         | Non-album single         |

#### Nhạc phim
| Tiêu đề                                          | Năm  | Thứ hạng | Chứng chỉ | Album                        |
| Tiêu đề                                          | Năm  | KOR      | Chứng chỉ | Album                        |
| ------------------------------------------------ | ---- | -------- | --------- | ---------------------------- |
| "Tonight" (오늘 밤은 말야) with Jinho (Pentagon) | 2020 | —        | —         | Big Picture House OST Part 3 |
| "Naan" (난)                                      | 2020 | —        | —         | Live On OST Part 2           |
| "Timeless"                                       | 2021 | —        | —         | Beyond Evil OST Part 2       |
| "Stay With Me" (내 곁에 있어줘요)                | 2021 | —        | —         | Oh My Ladylord OST Part 5    |

## Danh sách phim

### Phim điện ảnh
| Năm  | Tiêu đề                             | Vai      | Ghi chú | Ref.   |
| ---- | ----------------------------------- | -------- | ------- | ------ |
| 2021 | Whispering Corridors 6: The Humming | Jae-yeon |         | [ 10 ] |

### Chương trình thực tế
| Năm       | Tiêu đề                  | Kênh  | Vị trí      | Thứ hạng | Ref.   |
| --------- | ------------------------ | ----- | ----------- | -------- | ------ |
| 2018–2019 | The Fan                  | SBS   | Contestant  | Top 2    | [ 3 ]  |
| 2020      | Running Man Tập 576      | SBS   | Khách mời   |          |        |
| 2021      | Girls High Mystery Class | TVING | Cast member |          | [ 11 ] |

## Giải thưởng và đề cử
| Giải thưởng                   | Năm  | Hạng mục                  | Bài hát đề cử     | Kết quả   | Ref.   |
| ----------------------------- | ---- | ------------------------- | ----------------- | --------- | ------ |
| Brand Customer Loyalty Awards | 2021 | Hot Icon Award            | BIBI              | Đề cử     | [ 12 ] |
| Brand Customer Loyalty Awards | 2021 | R&B Soul Artist           | BIBI              | Đoạt giải | [ 12 ] |
| Korean Hip-hop Awards         | 2021 | Nghệ sĩ mới của năm       | BIBI              | Đề cử     | [ 13 ] |
| Korean Hip-hop Awards         | 2021 | R&B Track of the Year     | "Kazino"          | Đề cử     | [ 13 ] |
| Korean Hip-hop Awards         | 2021 | R&B Track of the Year     | "Automatic Remix" | Đề cử     | [ 13 ] |
| Korean Hip-hop Awards         | 2021 | Collaboration of the Year | "Automatic Remix" | Đề cử     | [ 13 ] |